# Ding Song
Ding Song (chinesisch 丁松, Pinyin Dīng Sōng; * 5. September 1971) ist ein ehemaliger chinesischer Tischtennisspieler. In den 1990er Jahren wurde er zweimal Weltmeister im Teamwettbewerb.

## Werdegang
Ding Song galt als weltbester Abwehrspieler. Er nahm an den Weltmeisterschaften 1995 und 1997 teil. Beide Male gewann er mit der chinesischen Herrenmannschaft Gold. 1995 holte er noch im Einzel Bronze. Ins Viertelfinale gelangte er 1997 in Einzel und im Mixed mit Wang Hui.
Bei den ITTF-Pro-Tour-Turnieren siegte er im Einzel 1996 in Kitaku-Shu (Japan) und 1997 in Melbourne (Australien).
1997 beendete er seine Karriere als Leistungssportler. Ein Jahr später wechselte er vom Klub  Shanghai Team nach Deutschland und spielte in der Saison 1998/99 beim Bundesligaverein TTF Bad Honnef. Mit dessen Herrenmannschaft kam er 2003 ins Endspiel des ETTU Cups. Danach schloss er sich dem TTC Frickenhausen an. Auch hier erreichte er 2003 mit dem Team das Endspiel im ETTU Cups.
2003 kehrte er nach China zurück und trat hier in der Superliga (Table Tennis Super League) an. Seit 2008 wirkt er als Trainer bei Universitäten in Shanghai. Heute lebt er in Shanghai.

## Turnierergebnisse
| Verband | Veranstaltung      | Jahr | Ort        | Land | Einzel        | Doppel        | Mixed         | Team |
| ------- | ------------------ | ---- | ---------- | ---- | ------------- | ------------- | ------------- | ---- |
| CHN     | Pro Tour           | 1997 | Zhuhai     | CHN  | letzte 32     |               |               |      |
| CHN     | Pro Tour           | 1997 | Chiba      | JPN  | letzte 32     | letzte 16     |               |      |
| CHN     | Pro Tour           | 1997 | Melbourne  | AUS  | Gold          | letzte 16     |               |      |
| CHN     | Pro Tour           | 1997 | Doha       | QAT  | Viertelfinale |               |               |      |
| CHN     | Pro Tour           | 1996 | Kitaku-Shu | JPN  | Gold          | Viertelfinale |               |      |
| CHN     | Weltmeisterschaft  | 1997 | Manchester | ENG  | Viertelfinale | keine Teiln.  | Viertelfinale | 1    |
| CHN     | Weltmeisterschaft  | 1995 | Tianjin    | CHN  | Halbfinale    | letzte 32     | letzte 32     | 1    |
| CHN     | World Cup          | 1996 | Nimes      | FRA  | 5.–8. Platz   |               |               |      |
| CHN     | WTC-World Team Cup | 1995 | Atlanta    | USA  |               |               |               | 5    |
| CHN     | WTC-World Team Cup | 1994 | Nimes      | FRA  |               |               |               | 1    |